# 伯氏穴䳍
是䳍科穴䳍屬的一种鸟类。

## 特征
伯氏穴䳍体重约516.83克，翼长约164.6毫米，嘴峰长约27.9毫米，喙宽度约5.3毫米，喙厚度约6.5毫米，跗蹠长约53.4毫米，尾长约54.2毫米。伯氏穴䳍在其分布区内为留鸟，其栖息在密集的高大的树木组成的森林中。食性为草食性，

## 分布
哥伦比亚西北部至厄瓜多尔西北部的热带森林。